# Формула-1 (водно-моторный спорт)
Водно-моторная Формула-1 (Formula One UIM World Championship) — класс гоночных судов, название чемпионата мира по соревнованию на водно-моторной технике класса «Формула-1».

## История
История «Формулы-1» на воде начинается с 1962 года, когда инженеры-гонщики австриец Дитер Шульц (Dieter Schulze) (умер 20 февраля 2012 года), а затем итальянец Анджело Молинари (Angelo Molinari) построили независимо друг от друга первые спортивные катамараны. Однако сам чемпионат в классе «Формула-1» стал официально проводиться только с 1981 года, после утверждения на пленуме Международной Водно-моторной ассоциации в Монте-Карло названия «Формула-1 Н2О».
В первые годы «водной Формулы-1» было регламентировано два подкласса гоночных судов:
- OZ — скутеры этого класса не имели никаких технических ограничений, от чего появились мощные 8-цилиндровые двигатели объёмом до 4,5 литров, развивающих мощность до 500 л. с.
- ON — объём двигателя ограничен двумя литрами.

В 1989 году объём двигателя во всех классах был ограничен двумя литрами, в результате чего OZ и ON объединились.

## Техника
«Формула-1» на воде, как и на суше, является результатом наивысших инженерных достижений в технике и спорте. Для получения высоких показателей используются новейшие и дорогие материалы. Сами лодки построены по принципу «туннельного катамарана». Корпуса готовятся специализированными фирмами, двигатели двухтактные, стандартные от одного поставщика — Mercury. Ниже приведены характеристики одного из судов, принимающего участие в чемпионате мира 2005 года.
Технические характеристики катамарана Hull DAC CM-99:
- Композитные материалы корпуса: углеволокно, синтетические волокна, кевлар, номекс, алрекс.
- Длина: 6 метров
- Ширина: 2,1 метра
- Масса: 400 кг
- Ёмкость топливного бака: 120 литров

Двигатель Mercury 2,5 Litre EFI
- Полный рабочий объём: 2,5 литра
- Схема двигателя: V-образный
- Количество цилиндров: 6
- Тактность: 2-тактный
- Мощность: 350 л. с. при 10500 об/мин
- Расход топлива: 120 кг/ч
- Максимальная скорость: 220 км/ч
- Разгон от 0 до 100 км/ч за 4 секунды
- Движитель: гребной винт

Большое внимание уделено безопасности — гонщики пользуются системой поддержки HANS (хотя её использование и не обязательно), а также подушками безопасности (обязательно) — ведь катера могут столкнуться в лоб с бетонными пирсами, нередко ограждающими трассу, как например, в Санкт-Петербурге. Поплавки заполнены легковесными материалами, при нарушении плавучести в целом затопление производится на корму, так чтобы кабина гонщика оставалась над водой, что дополнительно обеспечивается надувным мешком позади кабины.
Планируется переход на 4-тактные моторы , по экологическим соображениям, что вызывает энтузиазм со стороны автомобильных компаний-производителей моторов схожих параметров — BMW, Porsche, Cosworth. В дискуссии о моторах указывается также и финансовый вопрос — команды хотели бы получить всю систему — двигатель и трансмиссию — в сборе за 75 тыс. долл.
Лодки F1 используются также в американской серии ChampBoat Series .

## Гонки
Число участников одного этапа ограничено и не может превышать 24. Весь уикенд проходит в два дня — субботу и воскресенье, в странах Ближнего Востока их проводят в четверг и пятницу, ввиду того, что пятница в мусульманских странах выходной день. В субботу спортсмены участвуют в свободной практике, которая проходит на гоночной акватории .
Квалификация проводится тремя сессиями, в ходе последней 6 лучших по итогам первых двух сессий имеют ещё по одной возможности показать быстрейший круг, по итогам которого и осуществляется расстановка на старте. Старт дается с места, от стартового пирса. Все катера выстраиваются в один ряд, начиная с победителя квалификации на левом конце, ближайшем к трассе.
Перед гонкой проводится ещё одна свободная практика. Гонки проводятся по замкнутой трассе длиной около 2 км. Трассы прокладываются на закрытых акваториях (озера, бухты, устья рек), имеют направление против часовой стрелки, так что все повороты левые, однако как минимум один поворот должен быть правым (прохождение правого поворота вызывает у гонщиков бо́льшие трудности, так как катера приспособлены под левые повороты. Если левые повороты маркируются красными буями, то правые — желтыми, с внешней стороны трасса никак не ограничена (ограничена берегом или стенами пирсов и набережных), буи расположены банками по 2-3, наезд на буй приводит к штрафу спортсмена в один круг. Гонка длится 45 минут, за которые участники проходят 45-55 кругов. Награждение проводится по 10-местной системе — 20-15-12-10-8-6-4-3-2-1 очко.
С 2009 г. этапы состоят из двух 30-минутных гонок. Квалификация будет проводиться по прежней системе, в две сессии. Старт будет проводиться с фиксированных по итогам квалификации позиций, но во второй гонке первая шестёрка будет развернута в обратном порядке.

## Чемпионы и призёры
| Сезон | Чемпион          | 2 место            | 3 место            |
| ----- | ---------------- | ------------------ | ------------------ |
| 1981  | Ренато Молинари  | Кес ван дер Велден | Боб Спалдинг       |
| 1982  | Роджер Дженкинс  | Ренато Молинари    | Том Персиваль      |
| 1983  | Ренато Молинари  | Кес ван дер Велден | Том Персиваль      |
| 1984  | Ренато Молинари  | Кес ван дер Велден | Барри Вудс         |
| 1985  | Боб Спалдинг     | Бен Робертсон      | Бертил Викс        |
| 1986  | Джин Тибодо      | Арт Кеннеди        | Кес ван дер Велден |
| 1990  | Джон Хилл        | Энди Эллиотт       | Джонатан Джонс     |
| 1991  | Джонатан Джонс   | Михаэль Вернер     | Стив Кёртон        |
| 1992  | Фабрицио Бокка   | Стив Кёртон        | Джон Хилл          |
| 1993  | Гвидо Каппеллини | Михаэль Вернер     | Джонатан Джонс     |
| 1994  | Гвидо Каппеллини | Джонатан Джонс     | Михаэль Вернер     |
| 1995  | Гвидо Каппеллини | Михаэль Вернер     | Дани Бертельс      |
| 1996  | Гвидо Каппеллини | Пертти Леппала     | Джонатан Джонс     |
| 1997  | Скотт Гиллман    | Пертти Леппала     | Гвидо Каппеллини   |
| 1998  | Джонатан Джонс   | Гвидо Каппеллини   | Массимо Роджеро    |
| 1999  | Гвидо Каппеллини | Скотт Гиллман      | Пертти Леппала     |
| 2000  | Скотт Гиллман    | Франческо Кантандо | Гвидо Каппеллини   |
| 2001  | Гвидо Каппеллини | Франческо Кантандо | Филипп Дессертенн  |
| 2002  | Гвидо Каппеллини | Лайт Фараон        | Массимо Роджеро    |
| 2003  | Гвидо Каппеллини | Скотт Гиллман      | Франческо Кантандо |
| 2004  | Скотт Гиллман    | Франческо Кантандо | Фабио Компарато    |
| 2005  | Гвидо Каппеллини | Сами Селио         | Скотт Гиллман      |
| 2006  | Скотт Гиллман    | Гвидо Каппеллини   | Тани аль-Камзи     |
| 2007  | Сами Селио       | Гвидо Каппеллини   | Тани аль-Камзи     |
| 2008  | Джей Прайс       | Сами Селио         | Йонас Андерссон    |
| 2009  | Гвидо Каппеллини | Тани аль-Камзи     | Сами Селио         |
| 2010  | Сами Селио       | Джей Прайс         | Алекс Карелла      |
| 2011  | Алекс Карелла    | Джей Прайс         | Тани аль-Камзи     |
| 2012  | Алекс Карелла    | Филипп Шьяпп       | Тани аль-Камзи     |
| 2013  | Алекс Карелла    | Шон Торрент        | Филипп Шьяпп       |

Лидеры по количеству чемпионских званий:
1. Гвидо Каппеллини — 10
2. Скотт Гиллман — 4
3. Алекс Карелла — 3
4. Ренато Молинари — 3
5. Джонатан Джонс — 2
6. Сами Селио — 2

## F1H2O
F1H2O — новый имидж чемпионата мира «Формула 1» на воде Международного союза водно-моторного спорта (UIM). Гонки в классе «Формула 1» на воде (F1H2O) в России проходили одиннадцать раз, из них восемь в Ленинграде (затем в Санкт-Петербурге) (в 1990 году, с 1995 по 1999 годы включительно, в 2008 и 2009 годах), дважды «Формулу-1» принимали Москва и Казань. Организатором этапа 2008 и 2009 года, по поручению губернатора Санкт-Петербурга, является Федерация водно-моторного спорта и яхтенного туризма Санкт-Петербурга и Ленинградской области, президент — Ю. Х. Лукманов. Официальными представителями чемпионата мира «Формула-1» на воде (F1H2O) на территории России и бывшего СССР являются Петр Пылаев и Алексей Ишутин (старший). Санкт-Петербург по праву является центром водно-моторного спорта России и одним из признанных водно-моторных центров мира. F1H2O в современном водно-моторном спорте — вершина всех вершин. Эти соревнования по праву возглавляют список международных гонок, проведённых в Санкт-Петербурге в последние пятнадцать лет. Всего таких гонок прошло 51, другого такого города нет ни в России, ни в мире. Гонки чемпионата мира впервые прошли в третьем российском городе — Казани (на озере Нижний Кабан в центре города) 16-17 июля 2011 г., затем в 2012 г. и организаторами планируется проводить их в будущем здесь также регулярно. 29-31 июля 2011 г. гонки чемпионата мира впервые прошли в городе Вышгороде Киевской области Украины в акватории Киевского водохранилища.
История соревнований по водно-моторному спорту высшего мирового уровня в Ленинграде, затем в Санкт-Петербурге за последние 15 лет:
1990 — 1 race U.I.M. - W.F.W.M.S. F1 World Championship (Grand-Prix of USSR), Leningrad

1992—2009 — 7 races U.I.M. F1 World Championship (Grand Prix of Russia, Grand Prix of Europe), Saint-Petersburg

1997—1999 — 3 races U.I.M. F3 World Championship (Grand Prix of Russia), Saint-Petersburg

1999 — U.I.M. F4 World Championship, Saint-Petersburg

1998, 2001, 2009 — U.I.M. FF CC

2000, 2002, 2009 — U.I.M. FF WC

1997, 1998 — U.I.M. OC1 World Championship, Grand Prix of Russia

1998—2002 — 5 races U.I.M. Aquabike Class Pro WC & CC

2003—2009 — 7 races U.I.M. WC, Endurance Pneumatics, Saint-Petersburg

2004 — U.I.M. CC, Endurance Pneumatics, Saint-Petersburg

2000—2009 — 18 ordinary international races Russian Championship, Endurance Pneumatics, Saint-Petersburg

## Фотографии
- Лодка Формулы-1 (Санкт-Петербург, 2009 год)
- Safety boat in Formula-1
- Лодка Гвидо Каппеллини (Санкт-Петербург, 2009 год)